# Carex doniana
Carex doniana är en halvgräsart som beskrevs av Spreng.. Carex doniana ingår i släktet starrar, och familjen halvgräs. Inga underarter finns listade i Catalogue of Life.